# Pennylane
Pour les articles homonymes, voir Penny Lane (homonymie).
Pennylane est une solution française de gestion financière et comptable, accessible en SaaS.

## Histoire
La société Pennylane est fondée le 30 décembre 2019, à la suite d'une première expérience entrepreneuriale des fondateurs chez PriceMatch, société vendue à Booking.com en 2015. Les cinq fondateurs se sont rencontrés pour partie au lycée international de Saint-Germain-en-Laye (Yvelines), et pendant leurs études supérieures à Polytechnique.
En mai 2020, l'entreprise lève 4 millions d'euros auprès de Global Founders Capital, Partech Partners et Kima Ventures,.
En janvier 2021, pour se développer en Europe, elle lève 15 millions d'euros en série A avec Global Founders Capital et Partech. Puis une nouvelle fois, en juin 2021, pour le même montant auprès du fonds californien Sequoia Capital. Elle devient la première start-up française à accueillir dans son capital la Silicon Valley.
En 2022, la société entre dans le label du gouvernement français French Tech 120.
Le 28 janvier 2022, l'entreprise annonce un nouveau financement de 50 millions d'euros en série B par Partech, Global Founders Capital et Sequoia,.
En septembre 2022, elle intègre à sa solution, grâce à un partenariat avec Swan, une fonctionnalité de carte bancaire, virtuelle ou physique, Mastercard.
En mai 2023, l'entreprise lève 29,5 millions d'euros en série C, dont 26,5 millions par le fonds DST Global,, et Sequoia Capital. À la suite de cette nouvelle collecte de fonds, l'entreprise est valorisée à hauteur de 487 millions d'euros.
En février 2024, elle lève 40 millions d'euros supplémentaires auprès de Sequoia Capital et de DST Global, acquérant ainsi le statut de licorne.
En octobre 2024, la société annonce l'acquisition de Billy, une startup de développement de connecteurs API entre différents logiciels.
En avril 2025, elle annonce une nouvelle levée de fonds de 75 millions d'euros pour financer la réforme de la facture électronique.

## Activité
Pennylane est défini comme une entreprise de la Fintech et de la Comptatech. La solution permet de visualiser en temps réel les données financières à l'aide de connexion en interface de programmation (API) avec différents services tiers (comptes bancaires, Stripe, GoCardless, Revolut, PayFit...). L'outil est accessible en SaaS depuis un navigateur web et depuis une application mobile Android et iOS. 

## Direction
- Président : Arthur Waller.
- Directeurs généraux : Tancrede Besnard, Felix Blossier : depuis 2020[8],[11],[17].

## Identités visuelles

Ancien logo de Pennylane
Nouveau logo de Pennylane